# Holland's Got Talent
Holland's Got Talent, vaak aangeduid als HGT, is een Nederlandse talentenjacht. Het is de Nederlandse versie van de Got Talent-reeks, bedacht door Simon Cowell. Het programma zou oorspronkelijk de naam Got Talent krijgen, dit werd later veranderd in Holland's Got Talent.
De eerste twee seizoenen van het programma werden geproduceerd en uitgezonden door SBS6. In maart 2010 werd bekendgemaakt dat het programma niet zou terugkeren voor een nieuw seizoen. Het programma werd toen overgenomen door RTL en wordt sindsdien uitgezonden op RTL 4. Het wordt sinds 2022 jaarlijks uitgezonden in de maanden september en oktober. Het programma start sinds dat jaar op de eerste vrijdag van september.

## Format
In Holland's Got Talent wordt gezocht naar een nieuw uniek talent en is niet leeftijdgebonden, dus zowel kinderen als ouderen mogen meedoen. Het talent van een deelnemer mag van alles zijn; denk hierbij aan onderdelen zoals zang, dans, cabaret en acrobatiek. Het programma bestaat uit drie onderdelen: de auditierondes, de liveshows en de finale.

### Auditierondes
Het programma begint met de auditierondes. De audities van het programma vinden plaats op een podium voor een groot live publiek en een driekoppige jury. Deze werd in seizoen 8 uitgebreid naar een vierkoppige jury. Elk jurylid beschikt over een rode knop waarmee een rood verlicht kruis kan worden geactiveerd. Zolang niet alle drie (vanaf seizoen 8 alle vier) kruisen oplichten, mag de kandidaat de act uitvoeren tot een maximum van drie minuten. Echter indien alle kruisen oplichten dan moet de kandidaat de act direct beëindigen. Zodra de act is afgelopen of beëindigd door de jury, wordt het beoordeeld, en wordt besloten of het geschikt is voor een eventuele plaats in de liveshows. Krijgt de act twee van de drie stemmen (sinds seizoen 8 drie van de vier stemmen) dan gaat de act door naar de beslissingsronde. Indien er te veel acts zijn doorgegaan, dan worden uit deze acts de beste gefilterd en deze gaan door naar de liveshows.
Vanaf het vijfde seizoen konden de juryleden elk één eigen gouden ticket uitdelen. De act die een gouden ticket krijgt gaat rechtstreeks door naar de liveshows. In seizoen 8 is het gouden ticket vervangen door de gouden knop (Golden Buzzer). Als deze ingedrukt wordt, gaat de kandidaat direct door naar de liveshows.

### Liveshows
Na de auditierondes volgen de liveshows, ook wel de halve finale genoemd. Hierin treden de acts op die door de juryleden gekozen zijn als de beste acts. Wederom heeft elk jurylid de beschikking over een rode knop. Zodra alle rode knoppen zijn ingedrukt moet de kandidaat direct zijn optreden beëindigen. Na alle acts bepaalt de jury in samenspraak met het publiek thuis wie er naar de finale doorgaat.

### Finale
Na de liveshows komt de finale die ook live wordt uitgezonden. Hierin treden alle verschillende acts nog één keer op om de jury te overtuigen dat zij de beste zijn. Vervolgens wordt de winnaar gekozen. De winnaar wint uiteindelijk een unieke prijs, die verschilt per seizoen.

## Presentatie
De oorspronkelijke versie van het programma werd gepresenteerd door Gerard Joling. In het eerste seizoen was Viktor Brand zijn co-host tijdens de audities. Toen na twee seizoenen het programma stopte op SBS6 en een nieuw leven werd ingeblazen op RTL 4 werd Joling vervangen door Robert ten Brink. Na vijf seizoenen vond Ten Brink het tijd om te stoppen met het programma: in november 2015 werd bekendgemaakt dat Johnny de Mol het presentatiestokje van hem over zou nemen. De Mol presenteerde het programma twee seizoenen maar door zijn overstap naar SBS6 keerde hij niet terug voor een derde seizoen. Voor het tiende seizoen werd De Mol daarom vervangen door presentator Humberto Tan, die eveneens het elfde seizoen voor zijn rekening nam. Voor het twaalfde seizoen in 2022 werd Tan vervangen door Jamai Loman en Buddy Vedder, dit is de eerste keer dat het programma twee presentatoren heeft.
| Presentator      | S1 2008 | S2 2009 | S3 2010 | S4 2011 | S5 2012 | S6 2013 | S7 2014 | S8 2016 | S9 2017 | S10 2019 | S11 2020 | S12 2022 | S13 2023 | S14 2024 | S15 2025 |
| ---------------- | ------- | ------- | ------- | ------- | ------- | ------- | ------- | ------- | ------- | -------- | -------- | -------- | -------- | -------- | -------- |
| Gerard Joling    |         |         |         |         |         |         |         |         |         |          |          |          |          |          |          |
| Robert ten Brink |         |         |         |         |         |         |         |         |         |          |          |          |          |          |          |
| Johnny de Mol    |         |         |         |         |         |         |         |         |         |          |          |          |          |          |          |
| Humberto Tan     |         |         |         |         |         |         |         |         |         |          |          |          |          |          |          |
| Jamai Loman      |         |         |         |         |         |         |         |         |         |          |          |          |          |          |          |
| Buddy Vedder     |         |         |         |         |         |         |         |         |         |          |          |          |          |          |          |

## Juryleden
In de eerste twee seizoenen bestond de jury uit Robert Ronday,  Patricia Paay en Henkjan Smits. Na de overname door RTL 4 werden Smits en Ronday vervangen door Gordon en Dan Karaty. Paay bleef aan als jurylid.
Na drie seizoenen met Gordon, Paay en Karaty, maakte Paay plaats voor Chantal Janzen. In oktober 2015 werd bekendgemaakt dat de jury uitgebreid zou worden naar vier leden; Angela Groothuizen werd het vierde jurylid. Gordon stopte in juni 2018 na zeven seizoenen; hij werd vervangen door Paul de Leeuw. Vanwege de coronapandemie in 2020 verving Ali B in het elfde seizoen Dan Karaty, omdat deze niet naar Nederland kon afreizen.
Voor het twaalfde seizoen vonden weer veranderingen in de jury plaats. Zo keerden De Leeuw en Groothuizen niet terug omdat zij geen lopende samenwerking met RTL hebben. Daarnaast keerde Ali B niet terug omdat hij door RTL werd geschorst na vermeend seksueel overschrijdend gedrag bij The voice of Holland. Hierop keerde Dan Karaty terug als jurylid. Marc-Marie Huijbregts en Edson da Graça werden nieuwe juryleden.
| Jurylid               | S1 2008 | S2 2009 | S3 2010 | S4 2011 | S5 2012 | S6 2013 | S7 2014 | S8 2016 | S9 2017 | S10 2019 | S11 2020 | S12 2022 | S13 2023 | S14 2024 | S15 2025 |
| --------------------- | ------- | ------- | ------- | ------- | ------- | ------- | ------- | ------- | ------- | -------- | -------- | -------- | -------- | -------- | -------- |
| Henkjan Smits         |         |         |         |         |         |         |         |         |         |          |          |          |          |          |          |
| Robert Ronday         |         |         |         |         |         |         |         |         |         |          |          |          |          |          |          |
| Patricia Paay         |         |         |         |         |         |         |         |         |         |          |          |          |          |          |          |
| Gordon                |         |         |         |         |         |         |         |         |         |          |          |          |          |          |          |
| Dan Karaty            |         |         |         |         |         |         |         |         |         |          |          |          |          |          |          |
| Chantal Janzen        |         |         |         |         |         |         |         |         |         |          |          |          |          |          |          |
| Angela Groothuizen    |         |         |         |         |         |         |         |         |         |          |          |          |          |          |          |
| Paul de Leeuw         |         |         |         |         |         |         |         |         |         |          |          |          |          |          |          |
| Ali B                 |         |         |         |         |         |         |         |         |         |          |          |          |          |          |          |
| Marc-Marie Huijbregts |         |         |         |         |         |         |         |         |         |          |          |          |          |          |          |
| Edson da Graça        |         |         |         |         |         |         |         |         |         |          |          |          |          |          |          |
| Soundos El Ahmadi     |         |         |         |         |         |         |         |         |         |          |          |          |          |          |          |

#### Stoelvolgorde juryleden
| Seizoen | Jaar | Juryleden | Juryleden | Juryleden | Juryleden       |
| Seizoen | Jaar | 1         | 2         | 3         | 4               |
| ------- | ---- | --------- | --------- | --------- | --------------- |
| 1       | 2008 | Henkjan   | Patricia  | Robert    | geen 4e jurylid |
| 2       | 2009 | Henkjan   | Patricia  | Robert    | geen 4e jurylid |
| 3       | 2010 | Dan       | Patricia  | Gordon    | geen 4e jurylid |
| 4       | 2011 | Dan       | Patricia  | Gordon    | geen 4e jurylid |
| 5       | 2012 | Dan       | Patricia  | Gordon    | geen 4e jurylid |
| 6       | 2013 | Dan       | Chantal   | Gordon    | geen 4e jurylid |
| 7       | 2014 | Dan       | Chantal   | Gordon    | geen 4e jurylid |
| 8       | 2016 | Dan       | Chantal   | Angela    | Gordon          |
| 9       | 2017 | Dan       | Chantal   | Angela    | Gordon          |
| 10      | 2019 | Angela    | Dan       | Chantal   | Paul            |
| 11      | 2020 | Ali B     | Angela    | Chantal   | Paul            |
| 12      | 2022 | Dan       | Edson     | Chantal   | Marc-Marie      |
| 13      | 2023 | Dan       | Edson     | Chantal   | Marc-Marie      |
| 14      | 2024 | Dan       | Edson     | Chantal   | Marc-Marie      |
| 15      | 2025 | Dan       | Soundos   | Chantal   | Marc-Marie      |

## Seizoenen
| Seizoen | Start            | Finale            | Afl. aantal | Winnaar            | Tweede                | Derde plaats      | Zender |
| ------- | ---------------- | ----------------- | ----------- | ------------------ | --------------------- | ----------------- | ------ |
| 1       | 28 maart 2008    | 30 mei 2008       | 10          | Daniëlle Bubberman | Waylon                | Mario Veltman     | SBS6   |
| 2       | 27 maart 2009    | 29 mei 2009       | 10          | Tessa Kersten      | Lars de Rijck         | Groove Kings      | SBS6   |
| 3       | 9 juli 2010      | 10 september 2010 | 10          | Martin Hurkens     | Elastic Double        | Break Kidz        | RTL 4  |
| 4       | 15 juli 2011     | 16 september 2011 | 10          | Aliyah Kolf        | Boy Looijen           | Opera Familia     | RTL 4  |
| 5       | 30 maart 2012    | 1 juni 2012       | 10          | DDF Crew           | No Escape XXL         | The Ruggeds       | RTL 4  |
| 6       | 26 oktober 2013  | 28 december 2013  | 10          | Amira Willighagen  | Reality               | Opa Piet          | RTL 4  |
| 7       | 23 augustus 2014 | 25 oktober 2014   | 10          | Léon Lissitza      | Liptease              | J'Chanel          | RTL 4  |
| 8       | 8 april 2016     | 3 juni 2016       | 9           | Nick Nicolai       | Mart Hoogkamer        | Bob Bullee        | RTL 4  |
| 9       | 28 april 2017    | 23 juni 2017      | 9           | The Fire           | Black Swords          | Daniël            | RTL 4  |
| 10      | 5 januari 2019   | 16 maart 2019     | 11          | Shinshan           | Pietje Tomassen       | Adinda van Delft  | RTL 4  |
| 11      | 29 augustus 2020 | 31 oktober 2020   | 10          | Tommy & Rowan      | Romain Doedens        | Amber Karstens    | RTL 4  |
| 12      | 2 september 2022 | 28 oktober 2022   | 9           | CDK JR             | Super Skaters         | Eline van Dijk    | RTL 4  |
| 13      | 1 september 2023 | 3 november 2023   | 10          | Rick & Aimeé       | Iron                  | Matthijs          | RTL 4  |
| 14      | 6 september 2024 | 8 november 2024   | 10          | World of Afro      | The Diamond Baritones | Michelle Verhoeks | RTL 4  |
| 15      | najaar 2025      | najaar 2025       | n.n.b.      | n.n.b.             | n.n.b.                | n.n.b.            | RTL 4  |

### Seizoen 1: 2008
Elke aflevering uit het eerste seizoen trok gemiddeld 1 tot 1,5 miljoen kijkers.
Daniëlle Bubberman, winnares van Holland's Got Talent 2008, mocht optreden in het Kerstcircus van 2008 in het Koninklijk Theater Carré te Amsterdam. Uiteindelijk kreeg Clarissa nog een wildcard om mee te doen in de finale. Een van de drie finalisten die derde werden kreeg nog een laatste kans van de jury om zich te bewijzen.

### Seizoen 2: 2009
Seizoen 2 van Holland's Got Talent is in 2009 uitgezonden. In het tweede seizoen lag het aantal kijkers meestal tussen 700.000 en 900.000. Tessa Kersten was de winnares van Holland's Got Talent 2009. Zij mocht als gast optreden bij Gerard Joling tijdens de zomerconcerten For Your Eyes Only van 2009 in Spaarnwoude.

### Seizoen 3: 2010
De jury heeft na alle audities in totaal 64 acts door laten gaan. Uiteindelijk zij er 32 geselecteerd voor de halve finales.
In de finale op 10 september 2010 wist bakker Martin Hurkens seizoen 3 van Holland's Got Talent te winnen. Gordon zei ook dat Hurkens zich mocht plaatsen naast Paul Potts en Susan Boyle. Het Poppin and Lockin duo Elastic Double eindigde als tweede, maar ook voor hun lijkt er een succesvolle toekomst in het verschiet te liggen. "Ik heb beelden van jullie laten zien aan vrienden van me in Los Angeles en ze zijn het er allemaal over eens: jullie doen wat jullie doen beter dan alle anderen", zo vertelde jurylid Karaty het duo na hun optreden.
De finale wist drie keer op een rij een nieuwe score te halen qua kijkcijfers. Naar de finale keken meer dan 2,6 miljoen mensen.

### Seizoen 4: 2011
In een interview vertelde Paay dat zij een nieuw seizoen zou gaan doen. Ook Robert ten Brink zou in seizoen 4 terugkeren als presentator. Op 15 juli ging het vierde seizoen van start en werd met 1.669.000 kijkers de beste seizoensopening van de show. Aflevering 2 wist vervolgens nog meer kijkers te winnen. Aflevering 3 wist uiteindelijk zelfs 2.025.000 kijkers te krijgen.
Na de audities bleek de jury in totaal negentig acts door te hebben laten gaan, waar echter maar plek was voor 32 acts. Op 16 september 2011 wist zangeres Aliyah Kolf het vierde seizoen te winnen. Kolf won met 35% van de stemmen de show. Ze won hiermee een auto en een masterclass van een professionele zangeres in Amerika.

### Seizoen 5: 2012
Na de eerste liveshow van seizoen 4 gingen de aanmeldingen voor het vijfde seizoen open. Seizoen 5 begon op 30 maart 2012 en dit seizoen wist een nieuw record te halen met een openingsaflevering. Er keken 2.187.000 mensen naar deze aflevering. Na de eerste afleveringen daalden de kijkcijfers. Uiteindelijk had de finale een kijkcijfer van 1.940.000.
Op 1 juni wist de DDF Crew te finale te winnen. Zij wonnen een ticket naar Las Vegas om daar op te treden in V The Ultimate Variety Show.

### Seizoen 6: 2013
Nog voordat het vijfde seizoen werd uitgezonden kon men zich al aanmelden voor een nieuw seizoen. Ten Brink, Gordon en Karaty kwamen alle drie terug. Op 4 juli 2013 werd bekend dat Patricia Paay niet terugkeerde als jurylid voor het zesde seizoen. Chantal Janzen verving haar. Dit seizoen werd niet in het voorjaar, maar in het najaar uitgezonden, tegelijkertijd met The voice of Holland. Als gevolg hiervan werd dit seizoen niet op vrijdagavond, maar op zaterdagavond uitgezonden. De winnaar van het zesde seizoen was Amira Willighagen.

### Seizoen 7: 2014
Het zevende seizoen van Holland's Got Talent, werd van 23 augustus 2014 tot 25 oktober 2014 uitgezonden door RTL 4. Dit seizoen wordt net als het vorige seizoen op zaterdagavond uitgezonden in tegenstelling tot vorige seizoenen die op vrijdagavond werden uitgezonden. Dit omdat in de periode van uitzenden op vrijdag al The Voice of Holland wordt uitgezonden. De presentatie en jury bleef ongewijzigd bestaan uit Robert ten Brink, Gordon, Dan Karaty en Chantal Janzen. De winnaar van het zevende seizoen was Léon Lissitza.

### Seizoen 8: 2016
Toen Gordon aangaf niet terug te keren als jurylid, werd bij RTL besloten om voorlopig te stoppen met Holland's Got Talent, tot Gordon terug zou keren. Inschrijven bleef echter mogelijk. Robert ten Brink, die jarenlang het gezicht was van Holland's Got Talent, gaf het stokje door aan Johnny de Mol. Naast vaste juryleden Gordon, Chantal Janzen en Dan Karaty, is nu ook Angela Groothuizen een jurylid. Het is het eerste seizoen van Holland's Got Talent met vier juryleden. De winnaar van het achtste seizoen was Nick Nicolai.

### Seizoen 9: 2017
In dit seizoen is vrijwel alles hetzelfde gebleven. De jury bestond ook dit jaar weer uit Dan Karaty, Chantal Janzen, Angela Groothuizen en Gordon. De presentatie lag in handen van Johnny de Mol. The Fire heeft deze editie gewonnen. Wat opmerkelijk is aan deze winnaar is dat ze eerder in de halve finale waren weggestemd door de jury. Maar door de Wildcard wisten ze toch een finaleplaats te behalen.
Wildcard: Na elke halve finale kon men thuis één keer op één iemand van de afvallers stemmen. Degene met de hoogste stemmen bleef in de race voor een finaleplaats. Er waren drie halve finales, dus drie kanshebbers. Uit deze drie kandidaten mocht de jury er één uitkiezen die dus mee mocht doen in de finale.
The Fire kreeg uiteindelijk een cheque van 25.000 euro.

### Seizoen 10: 2019
Op 24 mei 2018 werd door RTL bekendgemaakt dat het programma terug zou keren voor een nieuw seizoen. Dit seizoen kende twee nieuwe gezichten. Johnny de Mol stapte over van RTL 4 naar SBS6 en daardoor keerde hij niet terug als presentator. Hij werd vervangen door Humberto Tan. Niet veel later, op 1 juni 2018, werd bekendgemaakt dat Gordon na zeven seizoenen gaat stoppen als jurylid. Hij werd vervangen door Paul de Leeuw. Het tiende seizoen ging van start op 5 januari 2019. De winnaar van het tiende seizoen was Shinshan. Shinshan won een cheque van 50.000 euro.

### Seizoen 11: 2020
Het elfde seizoen van Holland's Got Talent werd vanwege het coronavirus in aangepaste vorm opgenomen: de audities, halve finales en de finale vinden voor het eerst plaats in een (lege) studio. Het publiek kijkt elders naar de audities, halve finales en de finale. Het hele seizoen, inclusief de halve finales en de finale werd van tevoren opgenomen. De halve finales en de finale werden dus niet live uitgezonden. Daarom was er ook geen televoting, maar werd de winnaar door het publiek en de jury gekozen. Het publiek verving hierbij de kijkers thuis. Dan Karaty werd dit seizoen vervangen door Ali B, omdat Amerikanen vanwege het coronavirus niet naar Nederland mochten reizen. De presentatie en jury bleef verder ongewijzigd bestaan uit Humberto Tan, Chantal Janzen, Angela Groothuizen en Paul de Leeuw. De winnaars van het elfde seizoen waren Tommy & Rowan. Tommy & Rowan wonnen een cheque van 50.000 euro.

### Seizoen 12: 2022
Dit seizoen kende vier nieuwe gezichten. Humberto Tan werd vervangen door Jamai Loman en Buddy Vedder. De jury bestond uit Dan Karaty, Chantal Janzen en nieuwkomers Edson da Graça en Marc-Marie Huijbregts. Het twaalfde seizoen ging van start op vrijdagavond 2 september 2022. Net als in 2020 was dit hele seizoen inclusief de halve finales en de finale van tevoren opgenomen en werd de winnaar door de jury en het publiek in de zaal gekozen. De winnaars van het twaalfde seizoen waren CDK JR. CDK JR wonnen een cheque van 50.000 euro.

## Trivia
- Deelneemster Lisette Brillemans is met haar zes audities de kandidaat die in de meeste seizoenen verscheen. Brillemans was te zien in seizoen 4 (2011), seizoen 5 (2012), seizoen 6 (2013), seizoen 7 (2014), seizoen 10 (2019) en seizoen 12 (2022).[35] Enkel tijdens haar laatste auditie, in 2022, wist ze dankzij de golden buzzer van presentatoren Jamai Loman en Buddy Vedder door te gaan naar de halve finale.[36] Daarnaast was Brillemans in 2021 in Das Supertalent, de Duitse versie van het Got Talent-concept, te zien. Hier kwam ze ook niet door de audities.[37]
- In de seizoenen van 2022 en 2023 was er veel kritiek over de manier waarop de jury na de audities bepaalde welke acts er definitief naar de halve finales gingen. Tijdens beide seizoenen waren te veel kandidaten tijdens de audities doorgelaten. De jury besliste na een opvallend kort beraad wie er uiteindelijk echt doorgingen naar de halve finales. Dit leverde kritiek op van kijkers die het niet terecht vonden dat kandidaten die na de vereiste drie of vier "ja's" bij de voorrondes doorgingen naar de volgende ronde, tijdens dit beraad alsnog werden afgewezen.[38] Als antwoord op deze kritiek is er vanaf seizoen 2024 een extra tussenronde na de audities (Holland's Got Talent: De kwalificatie), waarin de artiesten die doorgelaten zijn, nogmaals moeten optreden voor de jury die dan definitief bepaalt wie er doorgaan naar de halve finales.[39]